# Exposcit Debitum
Exposcit Debitum (latin pour Le devoir [de notre office pastoral] impose...) est une bulle pontificale du pape Jules III. Datée le 21 juillet 1550 elle donne une seconde et finale approbation à la création de la Compagnie de Jésus. Le texte est considéré comme la charte fondatrice de l’Ordre. 
Cette nouvelle bulle remplace la première approbation donnée en 1540 par Paul III dans  Regimini militantis Ecclesiæ, qui avait été complétée par Injunctum nobis en 1544. 

## Contenu de la bulle
La structure du texte est sensiblement la même. Mais, se fondant sur dix ans d'expérience apostolique et des développements internes de l’Ordre Ignace de Loyola demande l'approbation de quelques modifications: 
- La ‘défense de la foi’ est ajoutée à sa ‘propagation’ comme un but de la Compagnie.  Dans l’intervalle, lettres et rapports reçus (en particulier les lettres envoyées d’Allemagne par Pierre Favre) ont fait prendre conscience à Ignace des dangers que les progrès du protestantisme font courir à la foi catholique.
- Les ministères auxquels s’emploiera la Compagnie sont développés, entre autres celui de la 'réconciliation de ceux qui sont dans la discorde’, et le service des prisons et hôpitaux.
- Les services apostoliques sont gratuits.
- Pour le ‘vêtement et choses extérieures’ ils suivront l’usage commun des prêtres honnêtes (pas d’habit religieux).
- Des ‘Coadjuteurs’ peuvent être admis. C’est-à-dire : des prêtres zélés mais académiquement  peu formés [coadjuteurs spirituels] et des laïcs compétents et désireux d'offrir leur vie pour un service apostolique [coadjuteurs temporels][1]
- La limitation du nombre de profès à 60 est supprimée[2].

De plus la bulle fait souvent référence à des constitutions qui sont encore en chantier mais dont une première ébauche, le texte ‘A’, circule déjà. Ignace de Loyola en est l’architecte principal, tout en consultant à plusieurs reprises, les premiers compagnons, mais il en laisse l’approbation définitive à la Congrégation générale qui suivra sa mort. En 1558, le texte ‘D’ des Constitutions est approuvé et promulgué par la première Congrégation générale.
Exposcit Debitum est toujours le document de référence du Saint-Siège, une sorte de charte fondatrice, pour toute discussion sur l'identité et les activités apostoliques des jésuites dans le monde.